# Рустамиды
Рустамиды (араб. رستميون‎) — средневековая магрибская династия персидского происхождения, правившая в Северном Алжире с центром в городе Тахарт в 778—909 годах.
Основателем династии считается имам североафриканских хариджитов-ибадитов Абд ар-Рахман ибн Рустам, родом перс, под предводительством которого они в 778 году (162 год хиджры) захватили Северный Алжир и основали государство со столицей в городе Тахарт. Имам Абд аль-Ваххаб ибн Абд ар-Рахман, сын и наследник умершего в 787 году Абд ар-Рахмана, окончательно утвердил наследственный монархический характер своей должности, которая ранее формально была выборной. В период правления его внука Абу Бакра ибн Афлаха (872—874 годы/258—260 годы хиджры) в государстве начались междоусобицы. Недовольство чиновниками имама привело к восстанию берберского племени нафуси, которое привело к отречению Абу Бакра ибн Афлаха от власти в пользу своего брата Мухаммада Абуль-Йакзана.
Смена имама не привела к желаемой стабильности в государстве и Мухаммад Абуль-Йакзан вынужден был покинуть Тахарт, который вскоре заняли бедуины из племени хавара. Правителем города стал некто Мухаммад ибн Мусал. В 881 году (268 год хиджры) при поддержке племени луата (лавата) Мухаммад Абуль-Йакзан вернул контроль над столицей. Однако его сын и преемник  Йусуф Абу Хатим также был изгнан из Тахарта в результате смуты и население столицы в 897 году пригласило в качестве нового имама его дядю Йакуба ибн Афлаха. В 901 году (288 год хиджры) Йусуфу Абу Хатиму после долгих военных и дипломатических усилий удалось захватить Тахарт, а имам Йакуб бежал к племени зуара близ Триполи.
Борьба между племенами нафуси и зуара привела к окончательной дестабилизации в государстве, в результате чего погибли оба имама. Пришедший к власти в 906 году (294 год хиджры) имам Йакзан ибн Абуль-Йакзан не сумел справиться с царившей в стране анархией и в 909 году был свергнут фатимидским военачальником Абу Абдуллой аш-Шии, который истребил весь род Рустамидов, разрушил Тахарт и присоединил Северный Алжир к государству Фатимидов.

## Имамы Рустамиды

- 778—787 (162—171 годы хиджры) Абд ар-Рахман ибн Рустам
- 787—823 (171—208 годы хиджры) Абд аль-Ваххаб ибн Абд ар-Рахман
- 823—872 (208—258 годы хиджры) Абу Саид Афлах ибн Абд аль-Ваххаб
- 872—874 (258—260 годы хиджры) Абу Бакр ибн Афлах
- 874—894 (260—281 годы хиджры) Мухаммад Абуль-Йакзан ибн Афлах
- 894—906 (281—294 годы хиджры) Абу Хатим Йусуф ибн Абуль-Йакзан
- 897—901 (284—288 годы хиджры) Йакуб ибн Афлах
- 906—909 (294—297 годы хиджры) Йакзан ибн Абуль-Йакзан